# Megatone
Megatone es una cadena argentina de locales de venta de electrodomésticos, tecnología y bienes durables, con presencia nacional. Ofrece a sus clientes la posibilidad de pagar sus compras con variedad de medios de pago, especializándose particularmente en el otorgamiento del crédito propio.
Además cuenta con su propio MarketPlace, un modelo de negocios que le permite aumentar el catálogo de productos, enfocados en artículos para el hogar. Con más de 15.000 productos publicados, lo posiciona como uno de los jugadores referentes en el país.
La empresa es parte del holding BZA Group con sede en la ciudad de Rafaela, provincia de Santa Fe, siendo la división retail de una serie de empresas orientadas al consumo masivo, financiero y de servicios.  

## Historia
Red Megatone fue creada en los años 1980 como una alianza entre las empresas Bazar Avenida, Carsa y Electrónica Megatone, para poder comprar en mayores volúmenes y compartir parte de la estructura de gastos de marketing, dividiéndose el país en zonas de exclusividad para cada una de ellas. El grupo creció rápidamente, consolidándose como la tercera cadena del país en su rubro, proceso sostenido por el liderazgo en zonas del interior del país pero sin poder afianzarse en el Gran Buenos Aires.
Su evolución en el tiempo le permitió incorporar distintos rubros: electrodomésticos, TV, audio, video, computación, telefonía celular. A su vez, desarrolló una variedad de marcas exclusivas. 
En 2006 se quitó la palabra "Red" del nombre derivando el actual nombre Megatone a secas. En 2007, encaró un proceso de reconversión de imagen, que implicó un aggiornamento de su isologotipo y la renovación del layout de sus locales. Asimismo, se realizó una considerable inversión en pauta publicitaria a nivel nacional, y se concretó el sponsoreo del Club Atlético Boca Juniors. En este marco, se transformó el isologotipo para hacerlo más moderno y pregnante; y los colores institucionales viraron del rojo y azul/verde al rojo y gris, lo que favoreció la unificación de la apariencia de los locales y la asociación con el concepto de tecnología. El sponsoreo de Boca Juniors, adicionalmente, ubicó a Megatone en los principales medios del país; visibilidad que se complementó con una campaña en medios nacionales, tanto en gráfica como en radio y televisión de aire y cable.
En 2008 alcanzó su máxima extensión con más de 200 sucursales. Dicho año la crisis financiera mundial afectó severamente el negocio y sobre todo a Bazar Avenida que presentó un concurso preventivo y debió cerrar decenas de locales. Carsa y Electrónica Megatone se dividieron entre ambas las zonas del país que correspondían a Bazar Avenida, aduciendo que esta no podía ser licenciataria de "Megatone" por su concurso preventivo, lo cual era rechazado por Bazar Avenida. Como consecuencia coexistieron locales de Megatone de distintas empresas en algunas localidades. En 2011 Electrónica Megatone y Carsa compraron Musimundo, y comenzaron un proceso de reconversión de sus locales de Megatone a Musimundo que se extendió hasta 2012. Estas dos empresas prefirieron cambiar todos sus locales a Musimundo en lugar de mantener el nombre comercial Megatone porque, según sus estudios de mercado, era mejor aceptada por los consumidores del Gran Buenos Aires, lo que la dejaría en mejor posición para competir con las empresas Frávega y Garbarino.
Como resultado de este cambio de imagen solo los locales de Bazar Avenida conservaron el nombre comercial Megatone.
A partir de 2013 volvió a expandirse, alcanzando un total de 60 sucursales en 20 provincias de la Argentina, a los que incorporó las tiendas de cercanía Megatone Express. En 2019 desarrolló su propio Market Place, ampliando el abanico de productos a categorías relacionadas al confort para el hogar. 
En 2023, Megatone se convierte en el primer retail de Argentina en incorporar en todos sus puntos de venta una versión totalmente personalizada de “Hablalo”. Una aplicación desarrollada por Mateo Salvatto, orientada a todas las personas con diferentes discapacidades comunicacionales para que puedan interactuar con facilidad e independencia dentro del local comercial.

## Principales áreas de comercialización
Megatone.net cuenta con diversas líneas de productos, entre las que se destacan: 
- TV, audio y video: SMART TV.  TV Led y SMART TV, soporte para TV, asistentes virtuales y media streaming, controles remotos, parlantes inalámbricos, auriculares, barras de sonidos, sistemas de audio, instrumentos musicales, reproductor portátil, equipos para autos.
- Celulares: teléfonos inteligentes, smartwatch, teléfonos, aros de luz, soportes y trípodes.
- Informática: notebooks, PC y all in one, almacenamientos y memoria, tabletas, e-books, impresoras y escáneres, impresoras 3D, monitores, proyectores y periféricos.
- Gaming: Consolas, notebooks y PC gamer, videojuegos, accesorios gamer, gabinetes y escritorios gamer.
- Climatización: aires split, ventiladores, estufas y radiantes, calefactores y vitroconvectores. Celulares liberados y de prestadoras.
- Electrodomésticos: cocinas, microondas, hornos eléctricos, heladeras, frízeres y exhibidoras, frigobares y bajomesadas, lavavajillas, lavarropas, secarropas, muebles, colchones, calefones y termotanques.
- Pequeños cocina: cafeteras, batidoras, procesadoras, pavas eléctricas, licuadoras, hornos de pan, fábrica de pastas, tostadoras y sandwicheras.
- Cuidado personal: afeitadoras, alisadoras, bucleras, secadoras, depiladoras, cuidado facial, termómetros, tensiómetros, nebulizadores, masajeadores y electroestimuladores.
- Deporte y tiempo libre: bicicletas, equipos de gimnasia, relojes, monopatines eléctricos, mochilas y valijas.

## Cobertura Geográfica
Megatone.net tiene sucursales distribuidas en 20 provincias argentinas:
- Buenos Aires
- Catamarca
- Chaco
- Córdoba
- Corrientes
- Entre Ríos
- Formosa
- Jujuy
- La Pampa
- La Rioja
- Mendoza
- Misiones
- Neuquén
- Río Negro
- Salta
- San Juan
- San Luis
- Santa Fe
- Santiago del Estero
- Tucumán

## Infraestructura logística

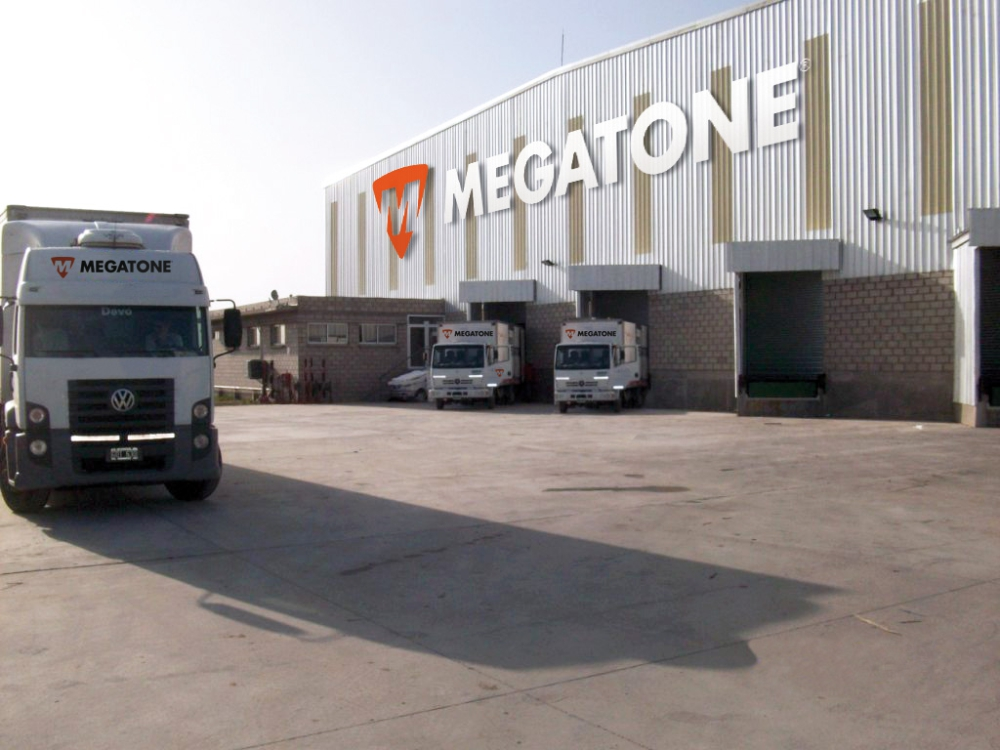
Centro de Operaciones Logísticas, ubicado en Campana

La empresa cuenta con un Centro de Distribución en Campana para abastecer a sus sucursales. El mismo está emplazado en el parque Industrial de Campana, sobre ruta 9, km 70. Se trata de un punto estratégico debido a la cercanía a los puertos importantes y a las principales vías de comunicación del país. Con capacidad para abastecer a todo Megatone, los camiones recorren en forma constante los puntos de venta, para abastecerlos con mercadería.